# Kamen (Split)
Kamen je naselje koje se nalazi istočno od Splita, zapadno od Žrnovnice i istoimene rijeke, jugoistočno od Solina, Mravinaca i Kučina i sjeverno od Stobreča.
Administrativno pripada Gradu Splitu kao jedan od njegovih mjesnih odbora.

## Povijest
Prvi put se spominje u ispravama kao klisura, a ne kao utvrda 1144. godine u oporuci popa Crnote, kojom on ostavlja samostanu redovnicu sv. Benedikta u Splitu neke zemlje "pod Kilom". Drugi spomen potječe iz 1227., a nalazimo ga u sporazumu između templara i patrona crkve sv. Petra od Bade Formina. I u kronici arhiđakona Tome ima spomen lokaliteta "kod Kamena" gdje je splitski načelnik Garganus dao 1239. napraviti neko utvrđenje, što bi služilo kao utočište protiv razbojnika koji su se s Mosora običavali spuštati i 
pljačkati okolicom. Međutim, zauzet mnogim drugim poslovima, nije taj prvi splitski načelnik dospjeo dovršiti utvrđenje. Sam naziv kod Kamena govorio bi o tome da se utvrđenje gradilo u blizini klisure Kamen. Spominje se u reambulaciji dobara splitske nadbiskupije iz 1397. godine. U vrijeme nadbiskupa Andrije Gualda, navodi se jedna zemlja "sub magna petra", dakle jednako kao i 1227. i javni put s njegove južne strane. Nešto ranije se 1358. tražilo od ugarsko-hrvatskog kralja Ludovika potvrdu granica splitske komune, spominju Splićani kao istočnu granicu svojega teritorija tok rijeke Žrnovnice (flumen Badi) od Kamena do crkve Sv. Petra Gumajskoga. Klisura Kamen postaje ročito aktualna u vrijeme turskih provala u okolicu Splita početkom 16. stoljeća. O strateškoj važnosti Kamena govori u svom izvještaju duždu i splitski knez Alojzij Ferro 1557. godine. Da taj inače već smanjeni splitski posjed - veli Ferro - ne brane tvrđave u Solinu, Kamenu i Papalićeva kula, gdje se drže straže i gdje se spašavaju ljudi u prepadima što ih Turci poduzimaju, ne bi se taj teritorij uopće mogao obrađivati. I mletački sindici Mihajlo Bon i Gašpar Erizzo izvještavaju tada, 1559. godine, svoju vladu da Turci slalno nastoje zauzeti dio splitskoga polja zajedno s tvrđavama u Solinu i na Kamenu i doći do mora, zbog čega su straže u tim tvrđavama neprestano budne da mogu dati znak za uzbunu napadnu li ih iznenada Turci. "I zaista", vele mletački sindici "kada ne bi postojale te straže, ne bi se taj predjel, koji daje žita za pet mjeseci u godini 
i obilato vina mogao obrađivati." Kamen, dakle, tada nije imao slalnu posadu, već samo četiri stražara, kao i solinska kula, koji su pripadali splitskoj posadi i u slučaju opasnosti pozivali ostale u pomoć. Splitski knez Antun Pasqualigo upozorava u izvještaju što ga je nakon povratka s upravljanja Splitom 1567. godine podnio mletačkome Senatu i duždu, na opasnost da Turci zauzmu tvrđave Solin i Kamen, kao što su već zauzeli Kuk. O Kamenu veli da ga je priroda oblikovala kao utvrdu i da je na njemu vojna straža, a da bi se s malim troškom mogla odlično utvrditi i u svakoj turskoj navali poslužiti kao zaklonište splitskim seljacima okolnih polja. "Ona je" veli bivši splitski knez "na prekrasnom i veoma sigurnom položaju."

## Stanovništvo
| broj stanovnika | 94    | 94    | 90    | 93    | 119   | 158   | 155   | 165   | 240   | 255   | 285   | 372   | 657   | 1462  | 2184  | 1769  | 1821  |
|                 | 1857. | 1869. | 1880. | 1890. | 1900. | 1910. | 1921. | 1931. | 1948. | 1953. | 1961. | 1971. | 1981. | 1991. | 2001. | 2011. | 2021. |

## Obrazovanje
- OŠ Kamen-Šine Split[6]
- Područni vrtić Smokvica[7]

## Znamenitosti
- Crkva sv. Petra na Kamenu i arheološko nalazište, zaštićeno kulturno dobro